# Donald Laz
Donald Laz (Estados Unidos, 17 de mayo de 1929-21 de febrero de 1996) fue un atleta estadounidense, especialista en la prueba de salto con pértiga en la que llegó a ser subcampeón olímpico en 1952.

## Carrera deportiva
Estudiando en la  Universidad de Illinois, Don Laz ganó el título NCAA 1951 y los campeonatos de la Amateur Athletic Union en 1952 y 1953
En los JJ. OO. de Helsinki 1952 ganó la medalla de plata en el salto con pértiga, con un salto por encima de 4.50 metros, tras su compatriota Bob Richards (oro con 4.55 metros) y por delante del sueco Ragnar Lundberg (bronce con 4.40 metros).